# Zollenspieker Fähre
Koordinaten: 53° 23′ 46,1″ N, 10° 10′ 42,3″ O
| Hoopter Möwe II     | Hoopter Möwe II                                               | Hoopter Möwe II                                               |
| Allgemeine Daten    | Allgemeine Daten                                              | Allgemeine Daten                                              |
| ------------------- | ------------------------------------------------------------- | ------------------------------------------------------------- |
| Schiffstyp:         | Doppelendfähre                                                | Doppelendfähre                                                |
| Fährverbindung:     | Zollenspieker–Hoopte (Elbe, Hamburg/Niedersachsen)            | Zollenspieker–Hoopte (Elbe, Hamburg/Niedersachsen)            |
| Baujahr:            | 1969                                                          | 1969                                                          |
| Bauwerft:           | Werft „Lühring“ Brake (Umbau 1978 „Fassmer“ / 2004 „Lürssen“) | Werft „Lühring“ Brake (Umbau 1978 „Fassmer“ / 2004 „Lürssen“) |
| Technische Daten    |                                                               |                                                               |
| Länge über alles:   | 52,65 m                                                       | 52,65 m                                                       |
| Breite über alles:  | 11,82 m                                                       | 11,82 m                                                       |
| Länge der Fahrbahn: | 36,00 m                                                       | 36,00 m                                                       |
| Tiefgang:           | max. 1,44 m                                                   | max. 1,44 m                                                   |
| Tragfähigkeit:      | 120 t                                                         | 120 t                                                         |
| Fahrzeuge:          | 26 PKW                                                        | 26 PKW                                                        |
| Personen:           | 200                                                           | 200                                                           |
| Motoren:            | 2 × 200 PS Mercedes                                           | 2 × 200 PS Mercedes                                           |

Die Zollenspieker Fähre verkehrt auf der Elbe zwischen den Anlegestellen Zollenspieker in Hamburg-Kirchwerder und Hoopte (Winsen (Luhe)) auf niedersächsischer Seite.

## Geschichte
Bereits seit 1252 besteht die heutige Zollenspieker Fährverbindung – früher Eyslinger Fähre genannt. Ab 1420 war sie der Verwaltungssitz des Amtes Riepenburg. Der Name Zollenspieker, damals noch als Yslinge bezeichnet, leitet sich von Zollspeicher ab, dieser wurde auf kirchwerderaner Seite an einer Stelle errichtet, wo die Elbe eine Biegung macht, da so von hier aus die Elbe und das eigene Ufer in alle Richtungen sehr gut einsehbar ist. Die Zollstelle Eyslingen wurde durch die Riepenburg, einer vermutlich im 13. Jahrhundert entstandenen Niederungsburg militärisch gesichert. Zoll wurde an dieser Stelle bis 1806, also bis zur Eroberung der Umgebung durch Napoleon I., erhoben. Der Zollenspieker liegt am Flusskilometer 598 und kennzeichnet zugleich den südlichsten Punkt der Hansestadt Hamburg. Die Fährverbindung Zollenspieker–Hoopte ist die letzte existierende Autofähre Hamburgs.

## Hoopter Möwe II und Spieker Möwe
Auf der Strecke zwischen Zollenspieker und Hoopte werden die Doppelendfähren Hoopter Möwe II und Spieker Möwe eingesetzt. Aufgrund der Fahrbahnlänge von 36 m und der dadurch höheren Fahrzeugkapazität von 26 PKW, ist die Hoopter Möwe II die größere der beiden Fähren und wird deshalb hauptsächlich eingesetzt. Lediglich bei sehr geringem Betrieb – etwa kurz vor der Winterpause  – fährt vereinzelt die Spieker Möwe, sowie als zusätzliche Fähre in den Sommermonaten zur Unterstützung der Hoopter Möwe II. Das Fährschiff war bis Anfang 2004 bei der Weserfähre Brake–Sandstedt als Golzwarden im Einsatz und wurde im November 2004 nach Zollenspieker verkauft und überführt.
Die Spieker Möwe wurde 1958 in der Schiffswerft Clausen, Oberwinter am Rhein, gebaut und bis 1992 auf der Fährstelle Mannheim-Rheinau–Altrip eingesetzt. In der Werft „Schmidt“ Hoopte wurde die Fähre 1992 einem Umbau unterzogen. Die Gesamtlänge dieser Doppelendfähre beträgt 35,04 m, die Fahrbahn misst 21,92 m und fasst ca. 14 PKW und ist somit deutlich kleiner als die der Hoopter Möwe II. Zugelassen ist die Spieker Möwe für 300 Personen und damit für 100 Personen mehr als die große Fähre.